# Bootstrapping
V informatice je bootstrapping technika, kdy jednoduchý počítačový program aktivuje složitější systém programů. Při startu počítače malý program – BIOS – inicializuje a kontroluje připojený hardware a externích paměťová zařízení. Poté načte program do paměti z některého z nich a předává mu řízení, což umožňuje načtení i větších programů, jako třeba operační systém.
Od slova bootstrapping též pak odvozena slova jako boot sektor, bootování, boot manažer apod.